# Diphyus albomarginatus
Diphyus albomarginatus är en stekelart som först beskrevs av Joseph Kriechbaumer 1878.  Diphyus albomarginatus ingår i släktet Diphyus och familjen brokparasitsteklar. Inga underarter finns listade i Catalogue of Life.